# بولمای ایرانی
بولمای ایرانی (نام علمی: Bolma persica) نام یک گونه از سرده بولما است.